# Artificial Paradise (álbum de OneRepublic)
Artificial Paradise es el sexto álbum de estudio de la banda estadounidense de pop rock OneRepublic, lanzado el 12 de julio de 2024 a través de Mosley Music Group e Interscope Records.

## Antecedentes y composición
En una publicación en redes sociales anunciando Artificial Paradise, el cantante Ryan Tedder explicó que el álbum comenzó con el sencillo "West Coast", compuesto en 2016 en una habitación de hotel de Nueva Orleans, y que en los ocho años siguientes siguieron otros sencillos independientes que, según la banda, "no encajaban del todo juntos", pero que se mantuvieron a medida que se escribían y grababan más canciones "en diferentes habitaciones de hotel y estudios repartidos por todo el mundo". Tedder afirmó que el resto del álbum se completó "en los últimos dos años", mientras "navegaban por un mundo lleno de historias y construcciones artificiales". Describió el título del álbum como "demasiado acorde con el mundo en el que vivimos y con las aspiraciones de tanta gente, para bien o para mal". El anuncio se acompañó de un clip de la canción principal del álbum.
Tedder modificó la lista de canciones de la versión digital del álbum dos semanas antes de su lanzamiento porque no "fluía" ni resultaba "nueva" para los aficionados de la banda. La lista de canciones digital está organizada de tal manera que todas las canciones nuevas, excepto "I Ain't Worried", se ubicarán al principio del álbum, mientras que los sencillos independientes previamente publicados se ubicarán al final. Las ediciones físicas del álbum conservan la lista de canciones original.

## Recepción
Carla Feric, de The Independent, escribió que el álbum cuenta con una "selección de himnos pegadizos" y "temas animados, ligeros y veraniegos", y opinó que OneRepublic "ha creado una mezcla musicalmente progresiva, fácil de escuchar, con suficientes temas para que cualquiera encuentre al menos una canción que disfrute". En un artículo para Grammy.com, Taylor Weatherby lo describió como "una mezcla perfecta de canciones que conectará tanto con los fans de siempre como con los nuevos. Desde la producción multifacética de 'Hurt', pasando por la vibra positiva de 'Serotonin', hasta la letra evocadora de 'Last Holiday', Artificial Paradise demuestra que el sonido de OneRepublic es tan preciso como en constante evolución". Neil Z. Yeung, de AllMusic, concluyó que "Tedder sabe lo que hace y, al igual que la producción contemporánea de Imagine Dragons y Coldplay, puede generar un optimismo que complace al público como si estuviera en piloto automático... para bien o para mal".

## Lista de canciones
| Edición estándar |                         | |                                          |          |  |
| N.º              | Título                  | Escritor(es) | Productor(s)                             | Duración |  |
| 1.               | «Artificial Paradise»   | John Nathaniel, Josh Varnadore | Nathaniel, Joe Henderson                 | 1:38     |  |
| 2.               | «Hurt»                  | Ryan Tedder, Tyler Spry, Joe Henderson | Tedder, Spry, Henderso                   | 2:41     |  |
| 3.               | «Sink or Swim»          | Ryan Tedder, Simon Oscroft, John Nathaniel, Josh Varnadore, Brent Kutzle                                                                      | Kutzle, Nathaniel, Oscroft               | 2:34     |  |
| 4.               | «Last Holiday»          | Ryan Tedder, Brent Kutzle, Noel Zancanella, Joe Henderson                                                                                     | Kutzle, Zancanella , Henderson           | 3:16     |  |
| 5.               | «I Ain't Worried»       | Ryan Tedder, Brent Kutzle, John Eriksson, Peter Morén, Tyler Spry, Björn Yttling, Simon Oscroft, Tyler Spry, John Nathaniel                   | Tedder, Kutzle, Oscroft, Spry, Nathaniel | 2:28     |  |
| 6.               | «Red Light Green Light» | | Kutzle, Nathaniel                        | 2:15     |  |
| 7.               | «Serotonin»             | Ryan Tedder, Brent Kutzle, Tyler Spry, Josh Varnadore, Joe Henderson                                                                          | Spry, Henderson                          | 3:28     |  |
| 8.               | «Singapore»             | John Nathaniel, Brian Willett | Nathaniel, Willett                       | 3:28     |  |
| 9.               | «Room for You»          | Ryan Tedder, Brent Kutzle, Tyler Spry, John Nathaniel, Joe Henderson                                                                          | Kutzle, Spry, Henderson                  | 2:47     |  |
| 11.              | «Entr'acte»             | Brandon Collins, Brent Kutzle, | Kutzle, Collins                          | 1:12     |  |
| 12.              | «West Coast»            | Ryan Tedder, Brent Kutzle, Robin Fredriksson, Mattias Larsson, Justin Tranter, Noel Zancanella,                                               | Tedder, Kutzle, Nathaniel, Zancanella    | 3:14     |  |
| 13.              | «Runaway»               | Ryan Tedder, Thomas Bangalter, Guy-Manuel de Homem-Christo, Brent Kutzle, Noah Lennox, Ben Samama, Johnny Simpson, Nolan Sipe, Josh Varnadore | Kutzle, Nathaniel, Samama                | 2:25     |  |
| 14.              | «Sunshine»              | Ryan Tedder, Brent Kutzle, Zach Skelton, Casey Smith, Tyler Spry, Simon Oscroft                                                               | Tedder, Kutzle, Oscroft, Spry, Henderson | 2:43     |  |
| 15.              | «Mirage»                | Ryan Tedder, Mishaal Tamer, Brendan Angelides, Grant Boutin, Will Jay, Coleton Rubin                                                          | Boutin, Tedder                           | 2:13     |  |
| 38:25            |                         | |                                          |          |  |

Bonus track Edición digital
| Edición estándar |                                         | |                                         |          |  |
| N.º              | Título                                  | Escritor(es) | Productor(s)                            | Duración |  |
| 16.              | «Nobody»                                | Tedder, Kutzle, Henderson, Spry, Varandore                                                                         | Tedder, Kutzle, Henderson, Spry         | 2:33     |  |
| 17.              | «I Don’t Wanna Wait (con David Guetta)» | David Guetta, Tedder, Kutzle, Jakke Erixson, Gregory Hein, Michael Pollack, Timofey Reznikov, Spry, Josh Varnadore | Guetta, Kutzle, Erixson, Reznikov, Spry | 2:29     |  |
| 18.              | «Fire (UEFA Euro 2024)»                 | Luca de Gregorio, Mattia Vitale, Simone Giani, Tedder, Kutzle, Leonie Burger, Spry, Varnadore, Vitali Zestovskih   | Meduza                                  | 2:48     |  |
| 46:15            |                                         | |                                         |          |  |

## Posicionamiento

### Semanal
| Grafica (2024)                        | Pico de posición |
| ------------------------------------- | ---------------- |
| Australia (ARIA)                      | 61               |
| Austria (Ö3 Austria)                  | 8                |
| Bélgica (Ultratop flamenca)           | 80               |
| Bélgica (Ultratop valona)             | 127              |
| Canadá (Billboard Canadian Albums)    | 24               |
| Francia (SNEP)                        | 14               |
| Alemania (Offizielle Top 100)         | 23               |
| Irlanda (IRMA)                        | 90               |
| Italia (FIMI)                         | 36               |
| Japón (Oricon)                        | 46               |
| Japanese Digital Albums (Oricon)      | 19               |
| Japanese Hot Albums (Billboard Japan) | 40               |
| Lituania (AGATA)                      | 54               |
| Nueva Zelanda (RMNZ)                  | 25               |
| Lista no reconocida: Poland2\|35      |                  |
| Portugal (AFP)                        | 77               |
| Escocia (Scottish Albums Chart)       | 15               |
| España (PROMUSICAE)                   | 38               |
| Suiza (Schweizer Hitparade)           | 8                |
| Reino Unido (UK Albums Chart)         | 46               |
| Estados Unidos (Billboard 200)        | 50               |

### Fin de año
| Gráfica (2024) | Posición |
| -------------- | -------- |
| Francia (SNEP) | 186      |